# Walter Cuder
Walter Cayetano Cuder (Villaguay, Provincia de Entre Ríos, Argentina; 25 de diciembre de 1982) es un exfutbolista argentino. Jugaba como mediocampista por izquierda y su primer equipo fue Unión de Santa Fe. Su último club antes de retirarse fue Atlético Gualeguay.

## Clubes
| Club                   | País      | Año       |
| ---------------------- | --------- | --------- |
| Unión de Santa Fe      | Argentina | 2003-2004 |
| Liverpool              | Uruguay   | 2004-2005 |
| Paysandú               | Uruguay   | 2005      |
| Unión de Santa Fe      | Argentina | 2006-2007 |
| Central Norte de Salta | Argentina | 2007-2008 |
| Crucero del Norte      | Argentina | 2008-2009 |
| Libertad de Sunchales  | Argentina | 2009-2010 |
| Crucero del Norte      | Argentina | 2010-2011 |
| Libertad de Sunchales  | Argentina | 2011-2012 |
| Unión de Sunchales     | Argentina | 2013-2014 |
| Bell                   | Argentina | 2014      |
| Atlético Gualeguay     | Argentina | 2015-2018 |

## Palmarés
| Título                 | Club              | País      | Año  |
| ---------------------- | ----------------- | --------- | ---- |
| Ascenso al Argentino A | Crucero del Norte | Argentina | 2009 |